# غريغ وايزمان
غريغ وايزمان (بالإنجليزية: Greg Weisman)‏ (ولد في 28 سبتمبر سنة 1963) روائي أمريكي وكاتب قصص مصورة شارك مع براندون فيتي في تأليف شباب العدالة

## روابط خارجية
- غريغ وايزمان على موقع IMDb (الإنجليزية)
- غريغ وايزمان على موقع ميوزك برينز (الإنجليزية)
- غريغ وايزمان على موقع قاعدة بيانات الفيلم (الإنجليزية)